# Komora svěřenských poradců a správců
Komora svěřenských poradců a správců je česká profesní organizace, která sdružuje odborníky působící v oblasti svěřenských fondů. Vznikla v roce 2017.
Záměrem komory je šířit osvětu o svěřenských fondech, vzdělávat své členy, budovat důvěru občanů v institut svěřenského fondu a hájit zájmy svěřenského průmyslu. V roce 2017 Komora svěřenských poradců a správců uspořádala svoji první konferenci.
Komora svěřenských poradců a správců má kolem 40 členů (rok 2018) – svěřenských poradců nebo svěřenských správců. Generálním sekretářem komory je Pavel Kolář. 

## Svěřenské fondy
Institut svěřenských fondů v České republice zavedl nový občanský zákoník v roce 2014. Svěřenské fondy jsou po staletí užívány zejména v anglosaském právu. Svěřenské fondy slouží k různým účelům: zachování majetku, předání rodinné firmy nebo vyřešení dědictví. Od 1. ledna 2018 je povinná evidence svěřenských fondů.